# Salbutamol
Salbutamol, znan tudi kot albuterol ali pod tržnim imenom Ventolin, je zdravilo, ki odpira srednjo in veliko dihalno pot v pljučih. Uporablja se za zdravljenje astme, z vadbo povzročene bronhokonstrikcije in kronične obstruktivne pljučne bolezni (KOPB). Lahko se uporablja tudi za zdravljenje hiperkaliemije. Ponavadi se aplicira z vdihovalnikom ali nebulatorjem, vendar pa je na voljo tudi v obliki tablet in parenteralnih raztopin. Začetek delovanja pri aplikaciji z vdihavanjem je običajno v 15 minutah, učinek pa traja od dveh do šestih ur.
Pogosti neželeni učinki so tresavica, glavobol, pospešen srčni utrip, omotica, občutek tesnobe. Resni neželeni učinki lahko zajemajo poslabšajoče se bronhospazme, srčne aritmije in hipokaliemijo. Lahko se uporablja tudi med nosečnostjo in dojenjem, vendar pa varnost še ni povsem razjasnjena. Salbutamol je kratko delujoči agonist β2-adrenergičnega receptorja, ki deluje tako, da povzroča relaksacijo gladkih mišic v dihalnih poteh.
Salbutamol je bil prvič izdelan leta 1967 v Združenem kraljestvu. Za uporabo v medicini v Združenih državah Amerike je bil odobren leta 1982. Uvrščen je na seznam osnovnih zdravil Svetovne zdravstvene organizacije, torej med najpomembnejša učinkovita in varna zdravila, potrebna za normalno zagotavljanje zdravstvene oskrbe. Na voljo so tudi generična zdravila. Cene inhalatorja z 200 odmerki se v državah v razvoju od leta 2014 gibljejo med 1,05 €  in 2,49 €. V Sloveniji je cena za Ventolin z 200 odmerki 3,63 €.

## Uporaba
Salbutamol se običajno uporablja kot bronhospazmolitik za zdravljenje bronhospazmov (kateregakoli vzroka, najsibo alergene astme ali astme, povzročene z naporom), prav tako pa tudi za zdravljenje kronične obstruktivne pljučne bolezni.
Ker je agonist β2-receptorjev, se salbutamol uporablja tudi v porodništvu. Intravensko se lahko salbutamol uporablja kot tokolitik za relaksacijo uterinega gladkega mišičja za zapoznitev prezgodnjega poroda. Četudi velja za boljšo izbiro od sorodnih učinkovin atosiban in ritodrin, je njegovo vlogo na veliko prevzel zaviralec kalcijevih kanalčkov nifedipin, ki je učinkovitejši, fiziološko indiferentnejši in pa peroralno aplikabilen – kar je za neko zdravilno učinkovino v farmaciji velika prednost.
Salbutamol se je uporabljal tudi za zdravljenje akutne hiperkaliemije, saj spodbuja vdor kalijevih ionov v celico, s čimer se zniža raven kalijevih ionov v krvi.

## Neželeni učinki
Najpogostejši neželeni učinki jemanja salbutamola so:
- tresavica,
- anksioznost,
- glavobol,
- mišični krči,
- kserostomija in
- palpitacije.

Drugi neželeni učinki so:
- tahikardija,
- aritmija,
- rdečica,
- motnje spanca in obnašanja ter
- redkeje miokardna ishemija.

Redki, vendar pomembni neželeni učinki, so:
- alergične reakcije paradoksalnega bronhospazma,
- urtikarija,
- angioedem,
- hipotenzija in
- kolaps.

Veliki odmerki in/ali dolgotrajna uporaba lahko povzročita hipokaliemijo, ki je še posebej problematična pri pacientih z ledvično odpovedjo in tistih, ki se zdravijo z diuretiki in učinkovinami, sorodnimi s ksantini.

## Kemija

### Struktura in aktivnost
To zdravilo se prodaja kot racemna zmes. (R)-(−)-enantiomer (po nomenklaturi CIP), ki je prikazan na spodnji sliki (zgoraj), je odgovoren za farmakološko delovanje salbutamola, medtem ko (S)-(+)-enantiomer (spodaj) zavira metabolne poti, povezane z izločanjem njega in farmakološko aktivnega enantiomera.

Kar zadeva razmerje med strukturo in delovanjem (SAR), salbutamolova terc-butilna skupina naredi učinkovino selektivnejšo za β2-receptorje.
- Skeletni formuli (R)-(−)-salbutamola (zgoraj) in (S)-(+)-salbutamola (spodaj)

### Določitev po vnosu
Salbutamol lahko kvantitativno določujemo v krvi ali plazmi. Praktičen vidik take določitve je potrditev diagnoze zastrupitve hospitaliziranih pacientov ali pomoč pri forenzičnih raziskavah. Prav tako se pogosto meri urinska koncentracija salbutamola v tekmovalnih športih, pri čemer koncentracije nad 1 mg/L veljajo za doping.
Meja zaznave za urinski test je v roku 24 ur, saj je razpolovni čas relativno kratek, ocenjen na 5–6 ur po peroralnem odmerku 4 mg.

## Družba in kultura

### Cena
Veleprodajna cena inhalatorja, ki vsebuje 200 odmerkov, je v državah v razvoju, med 1,03 € in 2,42 €. V Združenem kraljestvu je veleprodajna cena z 200 odmerki od 2015 naprej 1,78 €. V Združenih državah Amerike cena običajne mesečne zaloge zdravila s salbutamolom znaša med 22,95 € in 45,89 €.
V nekaterih državah, kjer sledijo Montrealskemu sporazumu, ki zahteva prepoved uporabe za ozonsko plast škodljivih CFC-jev, je ta povzročil porast cen inhalatorjev do kar desetkrat, saj so bili med letoma 2009 in 2013 generiki prisiljeni v odmaknitev s trga in nadomeščeni z novimi patenti, pridobljenimi s strani farmacevtskih družb, za dostavne sisteme brez CFC-jev.

### Imena
Salbutamol je mednarodno nelastniško ime (INN), medtem ko je albuterol od ZDA prevzeto ime (USAN). Zdravilo je običajno izdelano in distribuirano kot sulfatna sol (salbutamol sulfat).
Prvič je zdravilo prodajal britanski proizvajalec Allen & Hansburys, in sicer pod imenom Ventolin. To zdravilo je za zdravljenje astme v uporabi še danes.
Zdravilo se po svetu trži pod različnimi imeni.

### Doping
Oprijemljivi dokazi, da salbutamol in drugi agonisti β2 povečevali performance zdravih športnikov, ne obstajajo. Kljub temu pa je za salbutamol bila zahtevana "deklaracija uporabe pod pogoji Mednarodnega standarda za izjeme pri terapevtski uporabi" na seznamu prepovedanih snovi WADA iz leta 2010. Ta zahtevek je bil umaknjen, ko je izšel seznam za 2011, ki je dovoljeval "inhalacijsko uporabo salbutamola (največ 1,6 mg na dan) in salmeterola v skladu s terapevtskim režimom proizvajalca."
Po navedbah dveh majhnih in omejenih študij, opravljenih na 8 in 16 ljudeh, naj bi salbutamol povečeval performance pri vzdržljivostni vadbi tudi pri ljudeh, ki ne trpijo za astmo.
Druga študija pa je zgornji ovrgla. Dvojno slepo randomizirano preskušanje, opravljeno na 12 neastmatičnih športnikih, je pokazalo, da ima salbutamol zanemarljiv učinek na performance pri vzdržljivosti. Kljub temu pa je študija pokazala tudi, da bi lahko bronhodilatacijski učinek salbutamola izboljšal respiratorno adaptacijo na začetku vadbe.
Salbutamol dokazano povečuje pridobivanje mišične mase pri podganah in anekdotna poročanja domnevajo, da bi salbutamol utegnil biti alternativa klenbuterolu za dosego kurjenja maščobe in pridobivanja mišične mase. To domnevo podpira več študij.
Zloraba zdravilne učinkovine se lahko potrdi z določitvijo njene prisotnosti v krvni plazmi ali urinu, po navadi v koncentracijah, ki presegajo 1 mg/L.

## Zgodovina
Salbutamol je bil odkrit leta 1966. Odkrili so ga znanstveniki pod vodstvom Davida Jacka v laboratoriju Allen & Hanburys (podružnici podjetja Glaxo) v angleškem Waru v Hertfordshiru. Na trg je vstopil pod imenom Ventolin leta 1969.

## Raziskanost
Salbutamol je bil raziskan pri podtipih kongenitalnega miasteničnega sindroma v povezavi z mutacijami z Dok-7.
Prav tako je bil preskušen tudi pri poskusu, usmerjenem k zdravljenju spinalne mišične atrofije. Sumi se, da modulira alternativno izrezovanje gena SMN2, povečujoč količino proteina SMN, katerega pomanjkanje velja za vzrok bolezni.